# Spielberk Towers
Spielberk Towers je dvojice výškových budov v Brně, budovy nesou označení Tower A a Tower B. Vyšší z nich je Tower B, která je díky své výšce 85 m druhou nejvyšší budovou v Brně. Nižší Tower A dosahuje výšky 52,9 m. Stavby jsou součástí Spielberk Office Centre v expandující části Brna, ve čtvrti Štýřice v ulici Holandská.

## Popis a využití
Obě budovy mají společné přízemí a dvě podzemní podlaží. Tower B má 19 pater, typická využitelná plocha patra (od druhého patra výše) je 829 m². Po přestávce v prvních letech ekonomické krize byla hrubá stavba dokončena na jaře 2011. Úplné dokončení stavby proběhlo v roce 2012. Budova získala v roce 2012 certifikaci BREEAM na úrovni „Outstanding“. Nacházejí se zde kanceláře.
Nižší Tower A byla několik let rozestavěná a kvůli svému pozdějšímu dokončení nebyla nějaký čas využívána. Má 13 pater, přičemž typická využitelná plocha patra (od druhého patra výše) je 616 m². Na konci října 2016 byl v budově otevřen hotel Courtyard řetězce Marriott s 201 pokoji.